# 张格庄镇
张格庄镇，是中华人民共和国山東省烟台市福山区下辖的一个乡镇级行政单位。

## 行政区划
张格庄镇下辖以下地区：
张格庄村、冯家村、岔夼村、南马家村、瑶台村、黑石村、杜家崖村、黄连墅村、大芹子夼村、东风村、松林庄村、院口村、车家村、姜家村、楼子口村、南台村、马蹄夼村、东水夼村、西水夼村、权家山村、上官老沟村、下官乐沟村、文家村、权家村、正志夼村、台上村和浒口村。